# Мусульманские изобретения

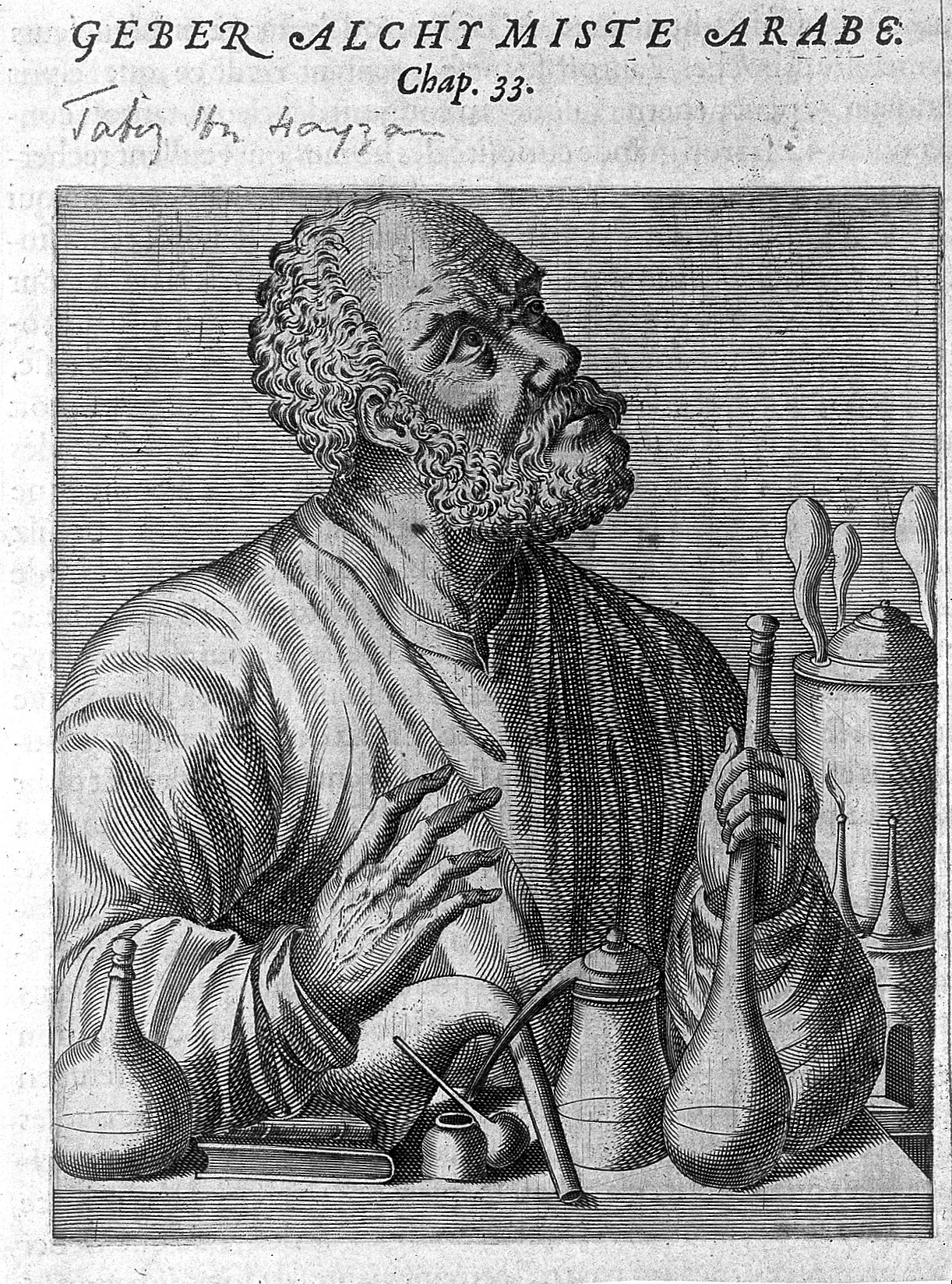
Джабир ибн Хайян, арабский химик 9 века. Один из пионеров современной научной химии

Список научных изобретений, открытий и научных достижений, сделанных в мусульманском мире, особенно во время Золотой эпохи ислама, а также в  пороховых империях, таких как Османская империя и Империя Великих Моголов .
Золотой век ислама был периодом культурного, экономического и научного расцвета, традиционно датируемым с 780 по 1258 годы   (до нашествия монголов), по мнению ряда других ученых —конец золотой эпохи датируется XV или XVI веком/ Золотая эра ислама начался во время правления аббасидского императора Харуна Рашида (786–809 гг.) с открытием научной академии Дома мудрости в Багдаде, где ученым из разных уголков мира с разным культурным происхождением было поручено собрать и перевести все классические знания мира на арабский язык, после чего началось развитие различных областей науки. Наука и технология в исламском мире переняли и сохранили знания и технологии современных и более ранних цивилизаций, включая Персию, Индию, греко-римскую античность, одновременно внося многочисленные усовершенствования, инновации и изобретения.

## Список изобретений

### Ранние халифаты
7 век

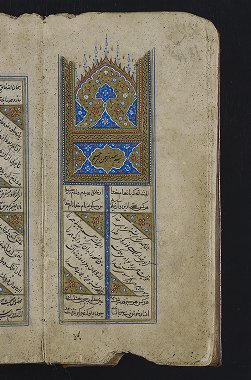
Иллюстрированный заставочный убор из коллекции газелей и рубаи середины XVIII века из коллекции Лоуренса Дж. Шёнберга библиотеки Пенсильванского университета

- Газель: форма исламской поэзии, возникшая на Аравийском полуострове в конце VII века.[6]

8 век
- Арабеска: Отличительный стиль арабески был разработан к XI веку, начавшись в VIII или IX веке в таких работах, как фасад Мшатты .[7][8]
- Астролябия с угловой шкалой: Астролябия, первоначально изобретенная где-то между 200 и 150 годами до нашей эры, получила дальнейшее развитие в средневековом исламском мире, где мусульманские астрономы ввели в конструкцию угловые шкалы,[9] добавив круги, указывающие азимуты на горизонте .[10]
- Классификация химических веществ: Работы, приписываемые Джабиру ибн Хайяну (написаны около 850–950 гг.) [11] и Мухаммаду ибн Закарии ар-Рази (около 865–925 гг.), содержат самые ранние известные классификации химических веществ.  [ страница нужный ]
- Дамасская сталь: Дамасские клинки впервые были изготовлены на Ближнем Востоке из слитков вутц-стали, импортируемой из Индии.[12]
- Современный уд: Хотя струнные инструменты существовали до ислама, уд развивался в исламской музыке и был предком европейской лютни .[13]
- Теория серно-ртутного взаимодействия металлов: впервые засвидетельствованная в <i id="mwfA">«Сирр аль-халика'' » («Тайна творения», ок. 750–850 гг.) псевдо-Аполлония Тианского и в работах, приписываемых Джабиру ибн Хайяну (написанных ок. 850–950 гг.),[14] теория серно-ртутного взаимодействия металлов оставалась основой всех теорий состава металлов вплоть до восемнадцатого века.[15]
- Оловянная глазурь: самая ранняя оловянная глазурь, по-видимому, была изготовлена в Аббасидском Ираке / Месопотамии в VIII веке.[16] Самые древние фрагменты, найденные на сегодняшний день, были найдены во дворце Самарры, примерно 80 километров (50 миль) к северу от Багдада.[17]
- Ветряная мельница Панемон: самая ранняя из известных конструкций ветряной мельницы имеет персидское происхождение и была изобретена примерно в VII-IX веках.[18][19]

### 9 век
- Алгебра: Аль-Хорезми считается отцом алгебры. Слово "алгебра" происходит от арабского الجبر (al-jabr) из названия его книги Ilm al-jabr wa'l-muḳābala. Он первым стал рассматривать алгебру как самостоятельную дисциплину.[20]
- Упрощение и уравновешивание в алгебре, сокращение и подобные термины: Аль-Хорезми ввел упрощение и уравновешивание в алгебре. Это относится к переносу вычитаемых членов на другую сторону уравнения, то есть к сокращению похожих членов на противоположных сторонах уравнения, что изначально имелось в виду под термином al-jabr (алгебра).[21]
- Автоматические устройства: Несмотря на то, что Бану Муса опирались на греческие модели, они значительно их превзошли. Особенно их увлечение автоматическими устройствами выделяет их не только среди греческих предшественников, но и среди исламских последователей.[22]:{{{1}}}
- Химический синтез природного соединения: Самые древние известные инструкции по получению неорганического соединения (соль аммония или хлорид аммония) из органических веществ (таких как растения, кровь и волосы) с помощью химических средств встречаются в работах, приписываемых Джабиру ибн Хайяну (около 850–950 гг.).[23]
- Шахматный мануал: Самый древний известный шахматный мануал был написан на арабском языке и датируется 840–850 годами. Его автор, известный арабский шахматист Аль-Адли ар-Руми (800–870), назвал книгу Kitab ash-shatranj (Книга о шахматах). Во время Золотого века ислама было написано множество трудов по шахматам, которые впервые зафиксировали анализ начальных ходов, шахматные задачи, тур рыцаря и многие другие темы, которые стали общими для современных шахматных книг [24].
- Автоматический кривошип: Неавтоматический кривошип встречается в нескольких гидравлических устройствах, описанных братьями Бану Муса в их книге Книга удивительных устройств [25]. Эти автоматически управляемые кривошипы появились в нескольких устройствах, два из которых содержат действие, приближающееся к функции кривошипа, предвосхищая изобретение Аль-Джазари на несколько столетий и его первое появление в Европе более чем на пять столетий. Тем не менее, автоматический кривошип, описанный Бану Муса, не позволял полного вращения, но потребовалось только небольшое изменение, чтобы преобразовать его в кривошип [22]:{{{1}}}.
- Конический клапан: Механизм, разработанный Бану Муса, особенно важный для будущих разработок, был коническим клапаном, который использовался в различных приложениях.[22]:{{{1}}}.
- Криптоанализ и анализ частот: В криптологии первое известное объяснение криптоанализа дал Аль-Кинди (также известный как "Алькиндус" в Европе) в манускрипте О расшифровке криптографических сообщений. Этот трактат включает первое описание метода анализа частот.[26][27]
- Двойной клапан: Изобретенный Бану Муса и имеющий современный вид в их книге Книга удивительных устройств.[28]
- Люстрированная керамика: Люстрированные глазури наносились на керамику в Месопотамии в 9 веке; техника вскоре стала популярной в Персии и Сирии.[29]
- Твердые мыла: Твердые туалетные мыла с приятным запахом производились на Ближнем Востоке во время Золотого века ислама, когда производство мыла стало установленной отраслью. Рецепты изготовления мыла описаны Мухаммедом ибн Закирийя аль-Рази (около 865–925), который также дал рецепт получения глицерина из оливкового масла. На Ближнем Востоке мыло производилось путем взаимодействия жирных масел и жиров с щелочью. В Сирии мыло производилось с использованием оливкового масла вместе с щелочью и известью. Мыло экспортировалось из Сирии в другие части мусульманского мира и в Европу.
- Психиатрическая больница: В 872 году Ахмад ибн Тулун построил больницу в Каире, которая предоставляла заботу сумасшедшим, включая музыкальную терапию [30].
- Дистилляция керосина: Хотя китайцы использовали керосин, извлекая и очищая нефть, процесс дистилляции сырой нефти/нефти в керосин, а также в другие углеводородные соединения, впервые описан в 9 веке персидским ученым Рази (или Рразесом). В своей книге Книга тайн врач и химик Рази описал два метода производства керосина, называемых нафт беладжад ("белая нафта"), используя аппарат под названием алхимическая перегонка.[31][32]
- Керосиновая лампа: Первое описание простого фонаря, использующего сырую минеральную нефть, было предоставлено персидским химиком аль-Рази (Разес) в 9 веке в Багдаде, который назвал его "нафта".
- Минарет: Первые известные минареты появились в начале 9 века при Аббасидском правлении.[33]
- Музыкальные инструменты и механические музыкальные инструменты: История автоматических музыкальных инструментов начинается с 9 века, когда персидские изобретатели братья Бану Муса изобрели гидроприводный орган с взаимозаменяемыми цилиндрами с шипами и автоматическую флейту на паровой тяге [34]. Это были самые ранние механические музыкальные инструменты [35] и первые программируемые музыкальные секвенсоры.[36]
- Камаль: Камаль был изобретен арабскими мореплавателями в конце 9 века [37]. Изобретение камаля позволило осуществлять самое раннее известное навигационное измерение широты, став таким образом первым шагом к применению количественных методов в навигации.[37]
- Программируемая машина и автоматическая флейта: Братья Бану Муса изобрели программируемую автоматическую флейту, которую описали в своей книге Книга удивительных устройств. Это была первая программируемая машина.[34]
- Шарбат и безалкогольные напитки: В средневековом Ближнем Востоке употреблялись различные фруктовые напитки, такие как шарбат, которые часто подслащивались такими ингредиентами, как сахар, сироп и мед. Другие общие ингредиенты включали лимон, яблоко, гранат, тамаринд, зизифус, сумах, мускус, мяту и лед. Ближневосточные напитки позже стали популярными в средневековой Европе, где слово "сироп" произошло от арабского языка.[38]
- Синусоидальный квадрант: Вид квадранта, использовавшийся средневековыми арабскими астрономами, описан Мухаммедом ибн Муса аль-Хорезми в 9 веке в Багдаде.[39]
- Скимитар: Изогнутый меч или "скимитар" был широко распространен на Ближнем Востоке начиная как минимум с османского периода, с ранними примерами, относящимися к аббасидской эпохе (9 век) в Хорасане.[40]
- Сахарная мельница: Сахарные мельницы впервые появились в средневековом исламском мире. Они сначала приводились в движение водяными мельницами, а затем ветряными мельницами с 9 по 10 века на территориях, которые сегодня являются Афганистаном, Пакистаном и Ираном.[41]
- Системное алгебраическое решение и завершение квадрата: Популяризирующее трактат Аль-Хорезми по алгебре (Суммирующая книга по расчетам путем завершения и уравновешивания, около 813–833 гг.) представил первое систематическое решение линейных и квадратных уравнений. Одним из его главных достижений в алгебре было демонстрация того, как решать квадратные уравнения путем завершения квадрата, для чего он предоставил геометрические обоснования.[42]
- Числа Сабита: Названы в честь Сабита ибн Курры.
- Регулирующий клапан: Впервые появляется в книге Бану Муса Книга удивительных устройств.[43]
- Управление с переменной структурой: Контроль уровней для жидкостей, форма дискретного управления переменной структурой, был разработан братьями Бану Муса.[44]
- Ветряная мельница: Первые ветряные мельницы были построены в 9 и 10 веках на территориях, которые сегодня являются Пакистаном и Ираном.[41]
- Ветряной насос: Ветряные насосы использовались для перекачивания воды, по крайней мере, с 9 века на территориях, которые сегодня являются Ираном и Пакистаном.[45]

### 10 век

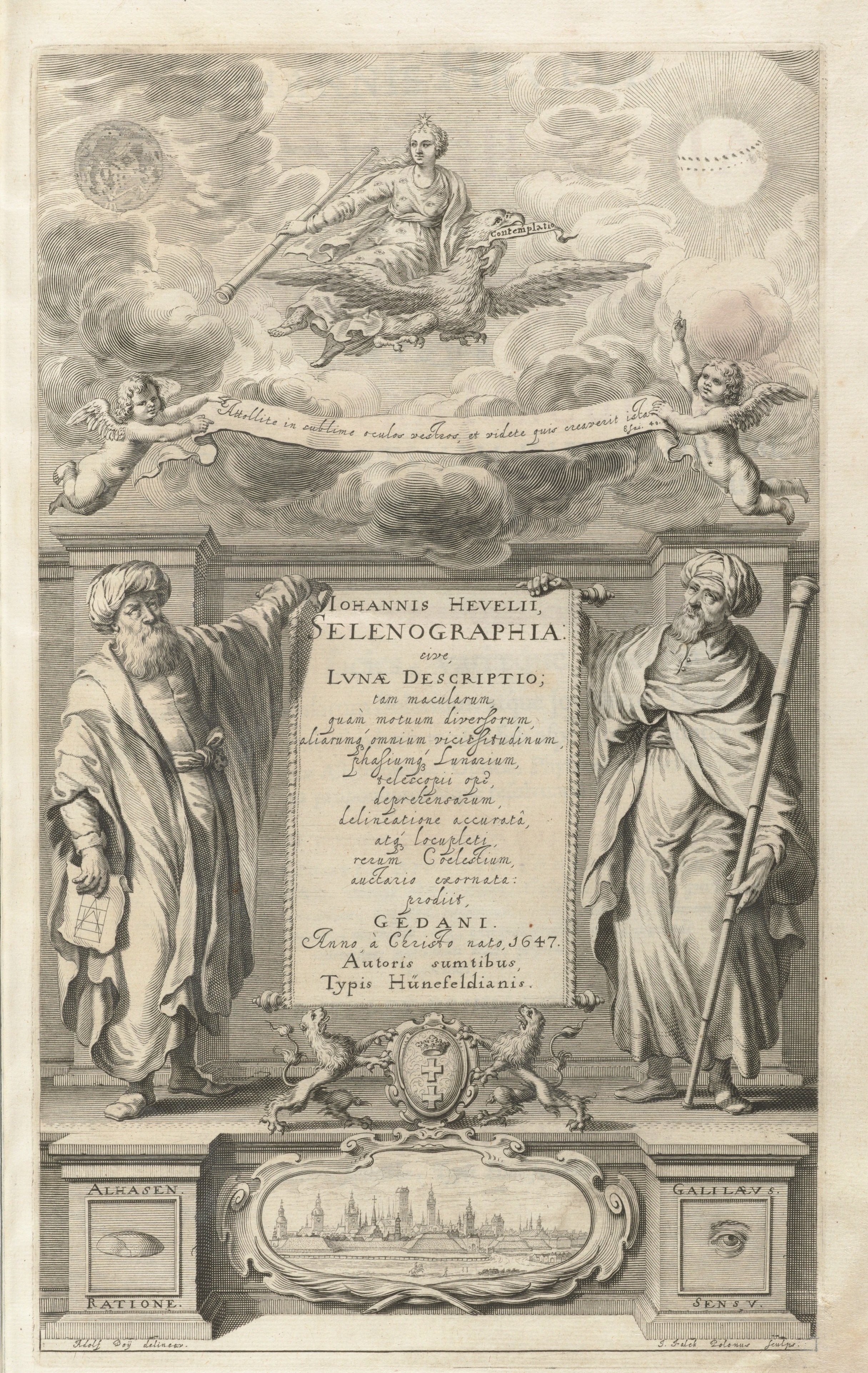
Селенография Гевелия, показывающая Альхазена, представляющего причину, и Галилео, представляющего чувства.

- Проблема Альхазена: теорема ибн аль-Хайтама, решенная Нейманом только в 1997 году.
- Арабские цифры: Современные символы арабских цифр появились в исламской Северной Африке в 10 веке. Отличительный западноарабский вариант восточных арабских цифр начал появляться примерно в 10 веке в Магрибе и Аль-Андалусе (иногда их называют цифрами губар, хотя этот термин не всегда принят), которые являются прямым предком современных арабских цифр, используемых во всем мире.[23]
- Биномиальная теорема: Первую формулировку биномиальной теоремы и таблицу биномиальных коэффициентов можно найти в работе Аль-Караджи, цитируемой Аль-Самавалем в его "Аль-Бахире".[24][25][26]
- Интеграл Коши-Римана: Ибн аль-Хайтам дал его простую форму[46]
- Десятичные дроби: Десятичные дроби были впервые использованы Абу-ль-Хасаном аль-Уклидиси в 10 веке.[47][48]
- Экспериментальный научный метод: изложен и практикуется ибн аль-Хайтамом[27]
- Перьевая ручка: Раннее историческое упоминание о том, что, по-видимому, является перьевой ручкой-резервуаром, относится к 10 веку. Согласно Али Абузару Мари (умер в 974 г.) в его "Китаб аль-Маджалис ва'ль-мусаярат", фатимидский халиф Аль-Муизз ли-Дин Аллах потребовал ручку, которая не пачкала бы его руки или одежду, и ему предоставили ручку с чернилами в резервуаре, что позволяло ему хранить в перевернутом виде, не допуская протекания.[28]
- Закон котангентов: впервые он был дан Ибн аль-Хайтамом[46]
- Мукарнас: Происхождение мукарнаса можно проследить до середины десятого века в северо-восточном Иране и центральной части Северной Африки[29], а также в регионе Месопотамии.[31]
- Треугольник Паскаля: Персидский математик Аль-Караджи (953-1029) написал ныне утраченную книгу, в которой содержалось первое описание треугольника Паскаля.[32][36][37]
- Алгоритм Руффини-Хорнера, открытый ибн аль-Хайтамом[46]
- Секстант и инструмент для росписи стен: Первый известный настенный секстант был изготовлен в городе Рей, Иран, Абу-Махмудом аль-Худжанди в 994 году[48]
- Добыча сланцевого масла: В 10 веке арабский врач Масавайх аль-Мардини (Месуэ Младший) описал метод добычи масла из "какой-то разновидности битуминозного сланца".[49]
- Закон Снелла: Этот закон был впервые точно описан персидским ученым Ибн Сахлем при багдадском дворе в 984 году.В манускрипте О горящих зеркалах и линзах ибн Сахль использовал этот закон для получения форм линз, которые фокусируют свет без геометрических аберраций.[50] По мнению Джима аль-Халили, этот закон следует называть законом ибн Сахля[37]
- Ветряная мельница с вертикальной осью: Небольшое ветряное колесо, приводящее в действие орган, описано еще в 1 веке нашей эры Героем Александрийским.[51][52] Первые ветряные мельницы с вертикальной осью были в конечном счете построены в Систане, Персия, как описано мусульманскими географами. Эти ветряные мельницы имели длинные вертикальные приводные валы с лопастями прямоугольной формы.[38] Возможно, они были построены еще во времена второго рашидунского халифа Умара (634-644 гг. н.э.), хотя некоторые утверждают, что это описание, возможно, было изменено в 10 веке.[39] Сделанные из шести-двенадцати парусов, покрытых тростниковой циновкой или тканью, эти ветряные мельницы использовались для измельчения зерна и сбора воды, а также для производства сахарного тростника.[43] Однако ветряные мельницы с горизонтальной осью того типа, который обычно используется сегодня, были разработаны в Северо-Западной Европе в 1180-х годах.[51][52]

### 11-12 века
- Исследование лекарственных средств: Персидский врач Авиценна в "Каноне медицины" (1025) впервые описал использование клинических испытаний для определения эффективности медицинских препаратов и субстанций.[53]
- Система двойной бухгалтерии: Двойная бухгалтерия была впервые внедрена в еврейской общине средневекового Ближнего Востока.[54][55]
- Гиперболическая геометрия: Теоремы Ибн аль-Хайсама (Альхасена), Омара Хайяма и Насира аль-Дина аль-Туси о четырехугольниках были первыми теоремами по гиперболической геометрии.[56]
- Увеличительное стекло и выпуклая линза: Выпуклая линза, используемая для формирования увеличенного изображения, была описана в "Книге оптики" Ибн аль-Хайтама в 1021 году[57]
- Механический маховик: Механический маховик, используемый для плавной передачи мощности от приводного устройства к приводимой в движение машине и, по сути, для подъема воды с гораздо больших глубин (до 200 метров), был впервые применен Ибн Бассалем (1038-1075 гг. р.) из Аль-Андалуса.[58][59][60]
- Хлорид ртути (бывший сублимат едкой ртути): используется для дезинфекции ран.  [необходимый год][61]
- Сталелитейный завод: К XI веку на большей части исламского мира действовали промышленные стальные водяные мельницы, от Аль-Андалуса и Северной Африки до Ближнего Востока и Центральной Азии.[62]
- Часы с весовым приводом: Арабские инженеры изобрели водяные часы, приводимые в движение шестеренками и гирями, в 11 веке.[63]
- Хиазм зрительного нерва: пересечение нервных волокон и его влияние на зрение, впервые было четко определено персидским врачом "Эсмаилом Джоржани", который, по-видимому, был Зейн ад-Дином Горгани (1042-1137).[64] Хиазм зрительного нерва был впервые описан Ибн аль-Хайтамом в начале 11 века[65]
- Бумажная упаковка: Самое раннее упоминание об использовании бумаги для упаковки относится к 1035 году, когда персидский путешественник, посетивший рынки в Каире, заметил, что овощи, специи и скобяные изделия заворачивали в бумагу для покупателей после их продажи.[66]
- Мостовая мельница: Мостовая мельница была уникальным типом водяной мельницы, которая была построена как часть пролетного строения моста. Самое раннее упоминание о мостовой мельнице относится к 12 веку в Кордове, Испания.[45]

13-й век
- Фриттовая керамика : это тип керамических изделий, который впервые появился на Ближнем Востоке в конце 1-го тысячелетия, и для которого фритта была важным ингредиентом. Рецепт «фриттованной посуды», датируемый примерно 1300 годом н.э. и написанный Абу-ль-Касимом, сообщает, что соотношение кварца к «фриттованному стеклу» и белой глине составляет 10:1:1.[67] Этот тип керамики также называли «каменной пастой» и «фаянсом» среди прочих названий.[68] Корпус «протокаменной пасты» IX века из Багдада содержит в своей ткани «реликтовые стеклянные фрагменты».[69]
- Ртутные часы : Подробный отчет о технологиях в исламской Испании был составлен при Альфонсо X Кастильском между 1276 и 1279 годами, в том числе о ртутных часах с отсеками, которые были популярны вплоть до 17 века.[70] Он был описан в «Libros del saber de Astronomia», испанском труде 1277 года, состоящем из переводов и пересказов арабских трудов.[71]
- Бутылка Мариотта : В «Libros del saber de Astronomia» описываются водяные часы, в которых используется принцип бутылки Мариотта.[70]
- Метаболизм : Хотя греческие философы описывали процессы метаболизма, Ибн ан-Нафис был первым ученым, который описал метаболизм как «непрерывное состояние растворения и питания».[72]
- Накер : Арабские накеры были прямыми предками большинства литавр, завезенных в континентальную Европу в 13 веке крестоносцами и сарацинами .[73]

### Аль-Андалус (Исламская Испания)
9-12 века
- Наследование гемофилии : Впервые предложено Абу Аль-Захрави, который первым зафиксировал и предположил, что гемофилия является наследственным заболеванием.[74]
- Анестезирующая губка : изобретена аль-Захрави и Ибн Зухром. Использовали губку, пропитанную наркотическими средствами, и прикладывали ее к лицу пациента.[75] Эти мусульманские врачи были первыми, кто использовал анестезирующую губку.[76]
- Литотрит : улучшенная версия, изобретенная Аль-Захрави .[77]
- Оксид ртути : впервые синтезирован Абу аль-Касимом аль-Куртуби аль-Маджрити (10 век).
- Хирургия мигрени : впервые проведена аль-Захрави (936–1013).
- Ранний метод Кохера и позиция Вальтера : в «Китаб аль-Тасриф » Аль-Захрави описывается как то, что позже стало известно как « метод Кохера » для лечения вывиха плеча, так и «позиция Вальтера» в акушерстве .
- Лечение бородавок : аль-Захрави впервые описал его.[78]
- Лечение гидроцефалии : впервые проведено Аль-Захрави .[79]
- Механические часы с приводом от воды и гирь : созданы испанскими инженерами-мусульманами где-то между 900 и 1200 годами. По словам историка Уилла Дюранта, устройство, похожее на часы, было изобретено Ибн Фирнасом .
- Андалузский уд: Абу-ль-Хасан «Али ибн Нафи» (789–857), [80][81] выдающийся музыкант, обучавшийся у Исхака аль-Маусили (ум. 850) в Багдаде и сосланный в Андалусию до 833 г. н.э. Ему приписывают добавление пятой струны к его уду [82] и создание одной из первых музыкальных школ в Кордове .

14 век
- Испано-мавританские изделия : это стиль исламской керамики, возникший в арабской Испании после того, как мавры привезли в Европу две керамические техники: глазурь с непрозрачной белой оловянной глазурью и роспись металлическими люстрами. Испано-мавританская керамика отличалась от керамики христианского мира исламским характером своего декора.[83]
- Полярно-осевые солнечные часы : ранние солнечные часы имели узелковую основу с прямыми часовыми линиями, указывающими неравные часы (также называемые временными часами), которые менялись в зависимости от сезона, поскольку каждый день делился на двенадцать равных сегментов; таким образом, часы были короче зимой и длиннее летом. Идея использования часов одинаковой продолжительности в течение года была нововведением Абуль-Хасана ибн аш-Шатира в 1371 году, основанным на более ранних разработках в области тригонометрии Мухаммада ибн Джабира аль-Харрани аль-Баттани (Альбатегни). Ибн аш-Шатир знал, что «использование гномона, параллельного земной оси, позволит создать солнечные часы, часовые линии которых будут указывать одинаковое количество часов в любой день года». Его солнечные часы являются старейшими полярно-осевыми солнечными часами, которые до сих пор существуют. Эта концепция позже появилась в западных солнечных часах, по крайней мере, с 1446 года.[84][85]

### Султанаты
12 век
- Устройство для измерения крови : Создано Аль-Джазари [86]

13 век
- Различные автоматы: Среди изобретений Аль-Джазари были павлины-автоматы, автомат для мытья рук и музыкальный оркестр автоматонов.[35][87][88]
- Свечные часы с циферблатом и крепежным механизмом: Самое раннее упоминание о свечных часах описано в китайской поэме Ю Цзяньгу (520 г. н.э.), однако самыми совершенными из известных свечных часов были часы Аль-Джазари, созданные в 1206 году.Он снабжен циферблатом для отображения времени. [требуется цитирование]
- Кривошипно-ползунковый механизм: водяной насос Исмаила аль-Джазари использовал первый известный кривошипно-ползунковый механизм.[89]
- Хлопкоочистительный станок с червячным приводом: Роликовый хлопкоочистительный станок с червячным приводом был изобретен в султанате Дели в XIII-XIV веках.[90]
- Методы проектирования и строительства: Английский историк технологий Дональд Хилл писал: "В работе аль-Джазари мы впервые видим несколько концепций, важных как для проектирования, так и для строительства: ламинирование древесины для минимизации деформации, статическая балансировка колес, использование деревянных шаблонов (разновидность узора), использование бумажных моделей для создания конструкций, калибровка отверстий, шлифовка седел и заглушек клапанов вместе с наждачным порошком для получения водонепроницаемой посадки, а также литье металлов в закрытых формовочных ящиках с песком".
- Тяговая планка: Тяговая планка применялась для измельчения сахара, и есть свидетельства того, что она использовалась в Дели во времена империи Великих Моголов в 1540 году, но, возможно, датировалась несколькими столетиями ранее, во времена Делийского султаната.[91]
- Минимизация прерывистости: Концепция минимизации прерывистости впервые появилась в одном из устройств "сакия" Аль-Джазари, которое должно было максимально повысить эффективность "сакии".[92]
- Программируемый автомат и драм-машина: Самые ранние программируемые автоматы и первая программируемая драм-машина были изобретены Аль-Джазари и описаны в "Книге знаний об изобретательных механических устройствах", написанной в 1206 году.Его программируемое музыкальное устройство состояло из четырех музыкантов-автоматов, включая двух барабанщиков, которые плавали по озеру, развлекая гостей на королевских вечеринках с выпивкой. Это была программируемая драм-машина, в которой колышки (кулачки) врезались в маленькие рычажки, управляющие перкуссией. Если бы колышки передвигались, барабанщиков можно было бы заставить играть разные ритмы и разные ударные модели.[93]
- Пара Туси: Эта пара была впервые предложена Насир ад-Дином ат-Туси в его "Тахрир аль-Маджисти" (Комментарии к "Альмагесту") за 1247 год в качестве решения проблемы широтного движения низших планет. Пара Туси - это, в явном виде, две окружности с радиусами x и 2x, в которых окружность с меньшими радиусами вращается внутри Большей окружности. Колебательное движение создается комбинированными равномерными круговыми движениями двух одинаковых кругов, один из которых движется по окружности другого.
- Гриот: Музыкальная традиция гриотов берет свое начало в исламской империи Мали, где первым профессиональным гриотом был Балла Фассеке[[94]
- Ситар: Согласно различным источникам, ситар был изобретен Амиром Хусроу, известным суфийским изобретателем, поэтом и первооткрывателем Хьяла, Тараны и Каввали в султанате Дели.[95][96] Другие утверждают, что инструмент был привезен из Ирана и модифицирован по вкусу правителей Делийского султаната и империи Великих Моголов[96].

14 век
- Хлопкоочистительная машина с кривошипной рукояткой : внедрение кривошипной рукоятки в хлопкоочистительную машину впервые появилось либо в конце Делийского султаната, либо в начале Империи Великих Моголов .[97]

15 век
- Кофе : Хотя существуют ранние исторические свидетельства потребления кофе (как кахвы ) в Эфиопии, неясно, «использовался» ли он как напиток.[98] Самые ранние исторические свидетельства употребления кофе относятся к середине XV века в суфийских монастырях Йемена на юге Аравийского полуострова.[99][100] Из Мокко кофе распространился в Египет и Северную Африку [101], а к XVI веку он достиг остальной части Ближнего Востока, Персии и Турции . Из мусульманского мира употребление кофе распространилось в Италию, а затем и в остальную Европу, а кофейные растения были перевезены голландцами в Ост-Индию и Америку.[102]

### Османская империя
15 век

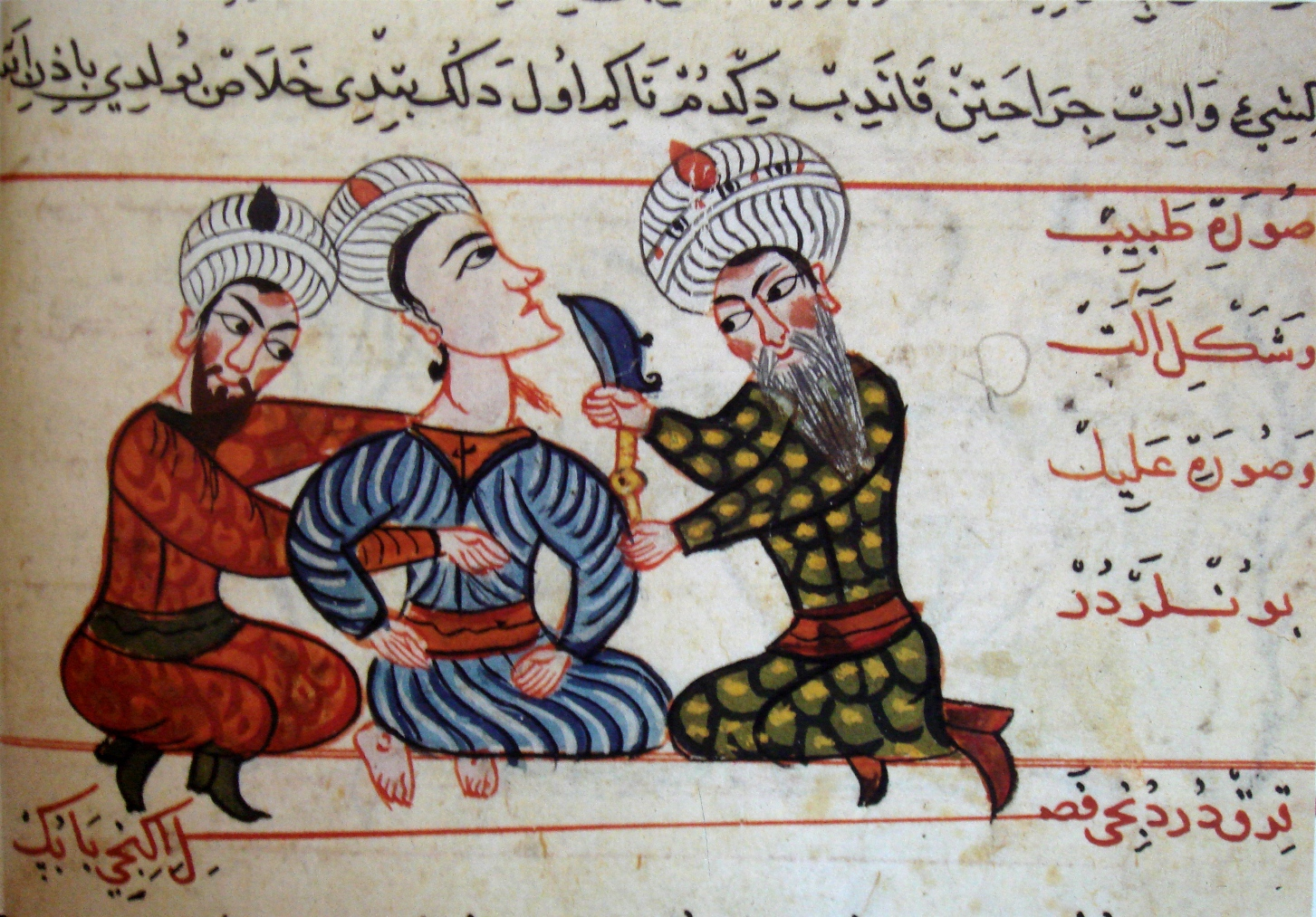
Врачи, применяющие хирургический метод. Из «Императорской хирургии » Шерафеддина Сабунджоглу (1465 г.).

- Керамика Изника : производилась в Османской Турции еще в 15 веке н.э.[67] Он состоит из корпуса, шликера и глазури, где корпус и глазурь представляют собой «кварцевую фритту».[103] «Фритты» в обоих случаях «необычны тем, что содержат оксид свинца, а также соду »; оксид свинца помогает снизить коэффициент теплового расширения керамики.[104] Микроскопический анализ показывает, что материал, который был назван «фриттой», представляет собой «интерстициальное стекло», которое служит для соединения частиц кварца.[105]
- Постоянная армия с огнестрельным оружием : регулярное использование огнестрельного оружия османскими войсками опережало темпы их европейских коллег. Янычары представляли собой пехоту-телохранителей, вооруженную луками и стрелами. Во время правления султана Мехмеда II их обучали владению огнестрельным оружием, и они стали «первой постоянной пехотной силой в мире, вооруженной огнестрельным оружием».[106]

16 век
- Положение для стрельбы с колена : в битве при Мохаче в 1526 году янычары, вооруженные 2000 tüfenks (обычно переводят как мушкет), «выстроились в девять последовательных рядов и стреляли из своего оружия ряд за рядом», «стоя или стоя, без необходимости в дополнительной поддержке или упоре».[107] Позднее китайцы переняли положение для стрельбы с колена у османов.[108]
- Духовой оркестр и военный оркестр : Духовой оркестр и военный оркестр берут свое начало в османском военном оркестре, который исполняли янычары с 16 века.[109]
- Залповый огонь с использованием фитильных ружей : Залповый огонь с использованием фитильных ружей впервые был применен в 1526 году, когда османские янычары использовали его во время битвы при Мохаче .[110]
- Параллельные линейки : изобретены Таки ад-Дином Мухаммадом ибн Маруфом и использовались в Константинопольской обсерватории Таки ад-Дина (1577–1580).[111]
- Практическая импульсная паровая турбина : Практическая импульсная паровая турбина была впервые описана в 1551 году Таки ад-Дином, философом, астрономом и инженером из Османского Египта XVI века, который описал метод вращения вертела с помощью струи пара, воздействующей на вращающиеся лопасти по периферии колеса. Аналогичное устройство для вращения вертела было позже описано Джоном Уилкинсом в 1648 году.
- Паровой домкрат : паровой домкрат был впервые описан османским эрудитом и инженером Таки ад-Дином в его труде «Ат-Турук ас-самийя фи аль-алат аль-руханийя» ( «Возвышенные методы духовных машин ») в 1551 году н. э. (959 год по хиджре). Это была импульсная паровая турбина, которая нашла практическое применение в качестве первичного двигателя для вращения вертела, предшествовавшая более поздней импульсной паровой турбине Джованни Бранки, созданной в 1629 году.[112]

### Сефевидская империя
15 век

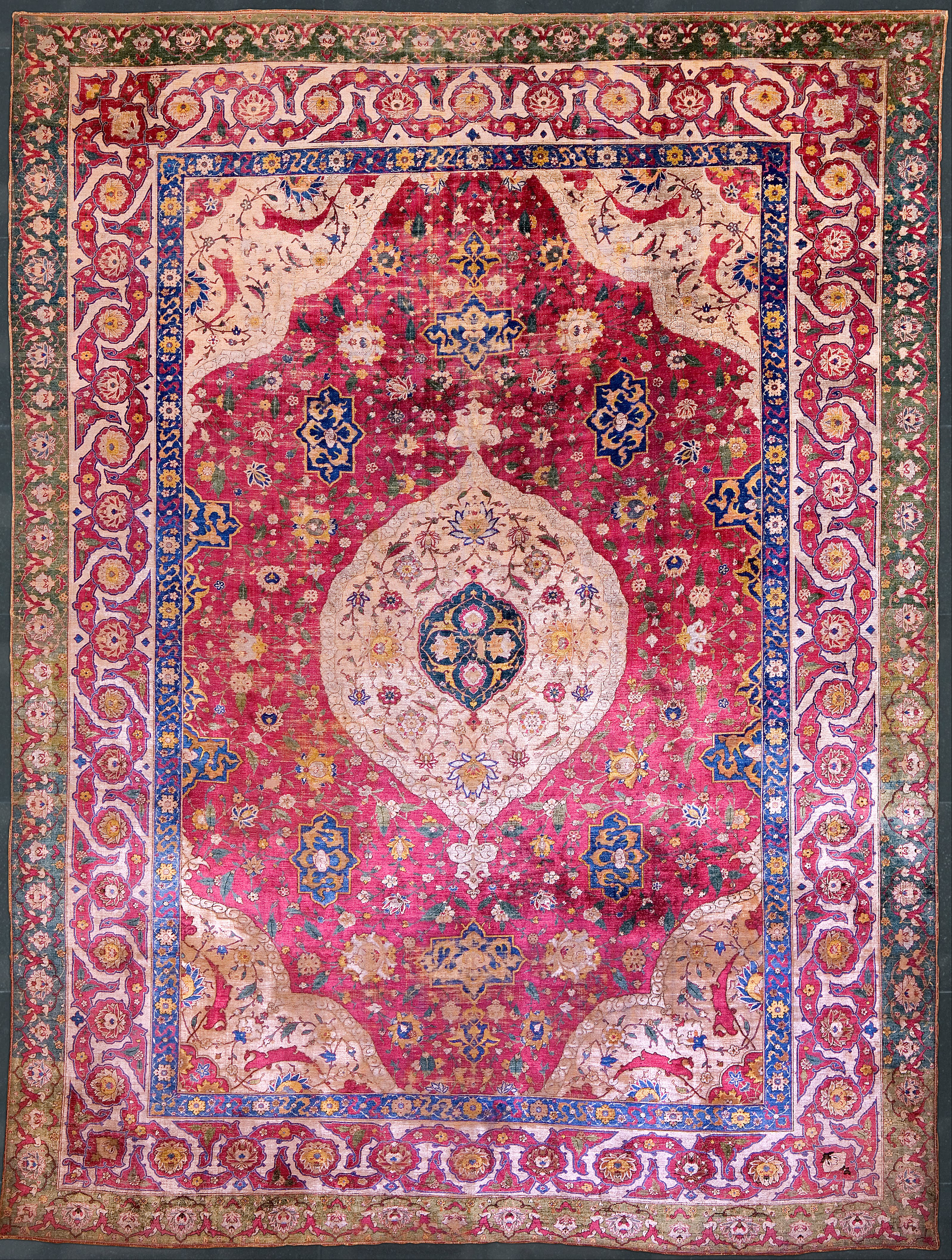
Маленький шелковый медальонный ковер Ротшильда, середина XVI века, Музей исламского искусства, Доха

- Классический восточный ковер : К концу пятнадцатого века дизайн персидских ковров значительно изменился. Появились медальоны большого формата, орнаменты стали приобретать замысловатые криволинейные формы. Крупные спирали и завитки, растительные орнаменты, изображения цветов и животных часто зеркально отображались вдоль длинной или короткой оси ковра для достижения гармонии и ритма. Ранний «куфический» дизайн бордюра был заменен завитками и арабесками . Все эти узоры требовали более сложной системы плетения по сравнению с плетением прямых, прямолинейных линий. Аналогичным образом, для создания дизайна требуются художники, для воплощения его на ткацком станке — ткачи, а также эффективный способ передачи идей художника ткачу. Сегодня это достигается с помощью шаблона, называемого карикатурой (Форд, 1981, стр. 170 [113] ). Как сефевидские производители добились этого технически, в настоящее время неизвестно. Однако результатом их работы стало то, что Курт Эрдманн назвал «революцией в дизайне ковров».[114] По-видимому, новые рисунки были впервые разработаны художниками-миниатюристами, поскольку они начали появляться в книжных иллюстрациях и на обложках книг еще в XV веке. Это первый случай, когда был установлен «классический» дизайн исламских ковров.[115]

### Империя Великих Моголов
16 век
- Кальян или водяная трубка : согласно Сирилу Элгуду (стр. 41, 110), врач Ирфан Шейх при дворе императора Великих Моголов Акбара I (1542 – 1605) изобрел кальян или водяную трубку, которая чаще всего использовалась для курения табака .[116][117][118][119]
- Ракета из металлического цилиндра : В XVI веке Акбар был первым, кто инициировал и применил ракеты из металлического цилиндра, известные как баны, в частности, против боевых слонов во время битвы при Санбале.[120] </link>[ лучше источник нужный ]
- Многоствольное залповое ружье с фитильным замком : Фатхуллах Ширази (ок. 1582 г.), персидский эрудит и инженер-механик, работавший на Акбара, разработал раннее многоствольное ружье. Орудие Ширази имело несколько стволов, стрелявших ручными пушками, заряженными порохом. Его можно считать версией залпового ружья.[121] Одним из таких орудий, которое он разработал, была семнадцатиствольная пушка, стрелявшая фитильным замком .[122]

17 век
- Вальцовая мельница : сахарные прокатные мельницы впервые появились в Империи Великих Моголов, в них использовался принцип роликов, а также червячной передачи, в 17 веке.[91]

18 век
- Майсурские ракеты – одни из первых ракет в железном корпусе были запущены армией Хайдера Али, правителя южноиндийского королевства Майсур .[123]
- Реактивная артиллерия . Первая настоящая реактивная артиллерия была разработана Типу Султаном и широко применялась во время англо-майсурских войн .[124][125]